# Na pečeh
Il monte Na pečeh con 2.039 m s.l.m. è una montagna della catena montuosa dei Monti di Martuljek della Catena della Škrlatica delle Alpi Giulie. È situato nel comune di Kranjska Gora in Slovenia, nella regione dell'Alta Carniola all'interno del Parco nazionale del Tricorno.